# 오카번
오카번(일본어: 岡藩 おかはん[*])은 에도 시대 분고국 (현재 오이타현 일부)에 있던 번이다. 번청은 오카성 (현재 오이타현 타케타시)이다. 영지는 분고국의 오노군・나오이리군・오이타군에 걸쳐 있으며, 소번이 분립한 분고 국내에서는 고쿠다카가 가장 많은 번이었다. 타케타번으로도 불린다.

## 번의 역사
오다 노부나가, 도요토미 히데요시를 섬긴 나카가와 키요히데의 아들로, 4만석을 영위해, 하리마국 미키성주였던 나카가와 히데시게가 1594년 (분로쿠 3년)에 6만 6천석으로 오카성에 입봉했다. 그 후, 1598년 (게이초 3년)의 검지에 의해서 오노군 약 3만 9천석, 나오이리군 약 3만석, 오이타군 약 350석을 합해, 약 7만석이 오카번의 표고가 되었다. 히데시게는 1600년 (게이초 5년), 세키가하라 전투에서 동군에 속했기 때문에, 도쿠가와 이에야스로부터 소령이 안도되어, 단 한번의 이봉도 없이 폐번치현까지 존속하였다.
3대 번주 히사키요는 오카야마번을 사직한 쿠마자와 반잔을 초대해 관개사업, 부국강병 등의 지도를 받았다. 또한 히사키요는 쿠쥬렌산의 하나인 다이센산을 사랑하여 여러번 등산을 했다. 게다가 유언으로 다이센산 중에 자신의 무덤을 만들게 해 입산공묘 (입산은 히사키요의 호)로서 지금도 다이센산 중에 있다.
8대 번주 히사사다는 검약령을 중심으로 한 개혁으로 핍박받고 있던 번 재정의 재건을 도모했다. 또, 번교로 유가쿠칸(由学館), 무도 수련소로 경무관(経武館), 의사 양성소로 박제관(博済館)을 설치했다.
에도 시대 후기에는 오카번 의사 출신인 문인화가 타노무라 치쿠덴이 나왔다.
메이지 4년 (1871년), 폐번치현에 의해 오카현이 되었고, 후에 오이타현에 편입되었다. 나카가와가는 메이지 2년 화족이 되었고, 메이지 17년 (1884년)에 백작이 되었다.

## 역대 번주
| 나카가와가 (토자마 다이묘 7만석, 1594년 ~ 1871년) | 나카가와가 (토자마 다이묘 7만석, 1594년 ~ 1871년) | 나카가와가 (토자마 다이묘 7만석, 1594년 ~ 1871년) | 나카가와가 (토자마 다이묘 7만석, 1594년 ~ 1871년) | 나카가와가 (토자마 다이묘 7만석, 1594년 ~ 1871년) | 나카가와가 (토자마 다이묘 7만석, 1594년 ~ 1871년)                                                | 나카가와가 (토자마 다이묘 7만석, 1594년 ~ 1871년)     |
| 가몬                                              | 대                                                | 이름                                              | 관위                                              | 재임기간                                          | 향년                                                                                             | 비고                                                  |
| ------------------------------------------------- | ------------------------------------------------- | ------------------------------------------------- | ------------------------------------------------- | ------------------------------------------------- | ------------------------------------------------------------------------------------------------ | ----------------------------------------------------- |
|                                                   | 1                                                 | 나카가와 히데시게中川秀成                         | ―                                                 | 분로쿠 3년 - 게이초 17년 1594년 - 1612년          | 42                                                                                               | 아버지는 시즈가타케 전투에서 전사한 나카가와 키요히데 |
| 2                                                 | 나카가와 히사모리中川久盛                         | 종5위하 나이젠쇼                                  | 게이초 17년 - 게이안 4년 1612년 - 1651년          | 59                                                |                                                                                                  |                                                       |
| 3                                                 | 나카가와 히사키요中川久清                         | 종5위하 야마시로노카미                            | 게이안 4년 - 간분 6년 1651년 - 1666년             | 67                                                |                                                                                                  |                                                       |
| 4                                                 | 나카가와 히사츠네中川久恒                         | 종5위하 사도노카미                                | 간분 6년 - 겐로쿠 8년 1666년 - 1695년             | 55                                                |                                                                                                  |                                                       |
| 5                                                 | 나카가와 히사미치中川久通                         | 종5위하 이나바노카미                              | 겐로쿠 8년 - 호에이 7년 1695년 - 1710년           | 48                                                |                                                                                                  |                                                       |
| 6                                                 | 나카가와 히사타다中川久忠                         | 종5위하 나이젠쇼                                  | 호에이 7년 - 간포 2년 1710년 - 1742년             | 46                                                |                                                                                                  |                                                       |
| 7                                                 | 나카가와 히사요시中川久慶                         | 종5위하 야마시로노카미                            | 간포 2년 - 간포 3년 1742년 - 1743년               | 36                                                | 친부 아키 히로시마번 4대 번주 아사노 츠나나가. 겐분 2년 (1737년)에 전 번주 히사타다의 양자가 됨. |                                                       |
| 8                                                 | 나카가와 히사사다中川久貞                         | 종5위하 슈리노다이부                              | 간포 3년 - 간세이 2년 1743년 - 1790년             | 67                                                | 친부 미카와 요시다번 초대 번주 마츠다이라 노부토키.                                              |                                                       |
| 9                                                 | 나카가와 히사모치中川久持                         | 종5위하 슈리노다이부                              | 간세이 2년 - 간세이 10년 1790년 - 1798년          | 23                                                | 할아버지 전 번주 히사사다. 아버지 히사노리는 행실이 부도덕해 폐적.                               |                                                       |
| 10                                                | 나카가와 히사타카中川久貴                         | 종5위하 슈리노다이부                              | 간세이 10년 - 분카 12년 1798년 - 1815년           | 38                                                | 친부 야마토 코오리야마번 3대 번주 야나기사와 야스미츠.                                           |                                                       |
| 11                                                | 나카가와 히사노리中川久教                         | 종5위하 슈리노다이부                              | 분카 12년 - 덴포 11년 1815년 - 1840년             | 41                                                | 친부 오미 히코네번 13대 번주 이이 나오나카.                                                      |                                                       |
| 12                                                | 나카가와 히사아키中川久昭                         | 종5위하 슈리노다이부                              | 덴포 11년 - 메이지 2년 1840년 - 1869년            | 70                                                | 친부 이세 츠번 10대 번주 토도 타카사와.                                                          |                                                       |
| 13                                                | 나카가와 히사나리中川久成                         | 종5위하 나이젠쇼                                  | 메이지 2년 - 메이지 4년 1869년 - 1871년           | 48                                                |                                                                                                  |                                                       |

## 막부 말기의 영지
- 분고국
  - 오이타군 5개 마을
  - 오노군 292개 마을
  - 나오이리군 285개 마을

## 같이 보기
- 폐번치현